# Maike Bollow
Maike Bollow (* 15. September 1963 in Berlin) ist eine deutsche Schauspielerin.

## Leben und Karriere
Maike Bollow absolvierte von 1987 bis 1991 ihre Ausbildung an der Hochschule für Musik, Theater und Medien Hannover. Sie machte ihren Abschluss als Diplom-Schauspielerin.
1996 hatte sie ihre erste Fernsehrolle im ZDF als Sprechstundenhilfe in Freunde fürs Leben. Seitdem ist sie in vielen Fernsehproduktionen, -serien und Kinofilmen zu sehen. Von 2009 bis 2010 spielte Bollow durchgängig die Rolle der Gudrun Lenz in der ZDF-Telenovela Alisa – Folge deinem Herzen. Im Anschluss stand sie in der Telenovela Hanna - Folge deinem Herzen vor der Kamera. 2021 wurde sie die Protagonistin in der 10. Staffel der ARD-Serie Rote Rosen.
Neben ihrer Filmarbeit war Bollow von 1991 bis 1999 festes Ensemblemitglied am Staatstheater Hannover. Anschließend war sie u. a. in Hamburg, Düsseldorf, München und Frankfurt auf der Bühne zu sehen. So spielte sie z. B. unter der Regie von Andreas Kriegenburg in dem Stück Fremdes Haus (Dea Loher) oder bei Matthias Hartmann in dem Stück Volksvernichtung.
2024 spielte Bollow bei den Kreuzgangspielen in Feuchtwangen und gewann den Preis für ihre Leistung als beste Schauspielerin.
2017 erfand sie Nobbi, den Mutmachhasen. Jeder Stoffhase ist ein Unikat und wird in einer limitierten Auflage in Handarbeit gefertigt, deshalb sieht jeder Hase etwas anders aus. Mittlerweile gibt es die 4. Generation. Nobbi ist ein Kinderspielzeug, aber auch ein Sammlerobjekt. Seit Februar 2020 hat Maike Bollow drei Kinderbücher über den kuscheligen Mutmacher geschrieben. Der Mutmachhase Nobbi spendet darin all seinen Freunden stets eine Prise Mut, wenn sie es brauchen.
Sie ist seit acht Jahren Geschäftsinhaberin ihres Ladengeschäftes „Freu Dich !“ in Lüneburg. 
Sie wurde nach 26 Ehejahren 2025 auf eigenen Wunsch geschieden.

## Filmografie (Auswahl)
- 1996–1999: Freunde fürs Leben (Fernsehserie, 22 Folgen)
- 1999: Der Erlkönig – Auf der Jagd nach dem Auto von morgen
- 2000: Vom Küssen und vom Fliegen (Fernsehfilm)
- 1999–2002: Herzschlag – Das Ärzteteam Nord (Fernsehserie, 78 Folgen)
- 2001: Der Ermittler (Fernsehserie, Folge Der letzte Ausweg)
- 2002: Die Affäre Semmeling (Fernsehfilm)
- 2002: Gefährliche Nähe und Du ahnst nichts (Fernsehfilm)
- 2002–2006: In aller Freundschaft (Fernsehserie, verschiedene Rollen, 2 Folgen)
- 2003: SOKO Leipzig (Fernsehserie, Folge Verhängnisvolle Heimkehr)
- 2003: Zuckerbrot (Fernsehfilm)
- 2003: Broti & Pacek – Irgendwas ist immer (Fernsehserie, Folge Samenraub)
- 2003–2014: SOKO Köln (Fernsehserie, verschiedene Rollen, 2 Folgen)
- 2004: Inga Lindström – Sehnsucht nach Marielund (Fernsehreihe)
- 2004: Nachtschicht – Vatertag (Fernsehreihe)
- 2004: Das Konto (Fernsehfilm)
- 2004: Inga Lindström – Die Farm am Mälarsee (Fernsehreihe)
- 2004–2005: SOKO 5113 (Fernsehserie, verschiedene Rollen, 2 Folgen)
- 2005: Irren ist sexy (Fernsehfilm)
- 2005: Mutter aus heiterem Himmel
- 2005: Die Rosenheim-Cops (Fernsehserie, Folge Das Schweigen der Schweine)
- 2005–2008: Küstenwache (Fernsehserie, 3 Folgen)
- 2005: Liebe nach dem Tod
- 2005: Die Rettungsflieger (Fernsehserie, Folge Ins Leben zurück)
- 2006: Bella Block: Das Glück der Anderen (Fernsehreihe)
- 2007: Die Sterneköchin (Fernsehfilm)
- 2007–2008: Der Landarzt (Fernsehserie, 2 Folgen)
- 2007–2008: Notruf Hafenkante (Fernsehserie, 30 Folgen)
- 2008: Unser Charly (Fernsehserie, Folge Charly und die alte Mühle)
- 2008: Der Prinz von nebenan (Fernsehfilm)
- 2009: Hallo Robbie! (Fernsehserie, Folge Robbie hat Schwein)
- 2009–2010: Hanna – Folge deinem Herzen (Fernsehserie, 27 Folgen)
- 2009: Die Entbehrlichen
- 2010: SOKO Stuttgart (Fernsehserie, Folge Entmündigt)
- 2011: Die Pfefferkörner (Fernsehserie, Folge Liebeswahn)
- 2011: Tatort – Leben gegen Leben (Fernsehreihe)
- 2012: Tatort – Die Ballade von Cenk und Valerie
- 2013: Im Alleingang – Elemente des Zweifels (Fernsehfilm)
- 2013: Meine Schwestern
- 2013: Heute bin ich blond
- 2013: Tatort – Borowski und der brennende Mann
- 2013–2014: Rote Rosen (Fernsehserie, 214 Folgen)
- 2014: Herzensbrecher – Vater von vier Söhnen (Fernsehserie, Folge Schmutzige Wäsche)
- Seit 2015 bis heute: In aller Freundschaft – Die jungen Ärzte (Fernsehserie)
- 2015: Stralsund – Der Anschlag (Fernsehreihe)
- 2016: Die Bergretter (Fernsehserie, Folge Tabula Rasa)
- 2020: Viele Kühe und ein schwarzes Schaf
- 2020: Großstadtrevier (Fernsehserie, Folge Einsame Herzen)
- 2020: Kroymann (Satiresendung, 1 Folge)
- 2022: SOKO Hamburg (Fernsehserie, Folge Schlangengrube)
- 2023: Tierärztin Dr. Mertens (Fernsehserie, Folge Der Jahrestag)
- 2024 Fast perfekte Frauen (Fernsehfilm)